# A Kettős ügynök epizódjainak listája
Ez a cikk a Kettős ügynök című sorozat epizódjait tartalmazza.

## Évados áttekintés
| Évad | Évad | Epizódok | Eredeti sugárzás | Eredeti sugárzás     | Eredeti adó | Magyar sugárzás      | Magyar sugárzás    | Magyar adó |
| Évad | Évad | Epizódok | Évadpremier      | Évadfinálé           | Eredeti adó | Évadpremier          | Évadfinálé         | Magyar adó |
| ---- | ---- | -------- | ---------------- | -------------------- | ----------- | -------------------- | ------------------ | ---------- |
|      | 1    | 11       | 2010. július 13. | 2010. szeptember 14. | USA Network | 2012. március 5.     | 2012. május 21.    | Viasat 3   |
|      | 2    | 16       | 2011. június 7.  | 2011. december 6.    | USA Network | 2013. január 8.      | 2013. április 23.  | Viasat 3   |
|      | 3    | 16       | 2012. július 10. | 2012. november 20.   | USA Network | 2014. szeptember 29. | 2014. október 20.  | Viasat 3   |
|      | 4    | 16       | 2013. július 16. | 2013. november 21.   | USA Network | 2014. november 26.   | 2014. december 17. | Viasat 3   |
|      | 5    | 16       | 2014. június 24. | 2014. december 18.   | USA Network | 2016. április 21.    | 2016. május 12.    | Viasat 3   |

## Epizódok

### 1. évad (2010)
| Sor. | Év. | Cím                                                    | Rendező           | Író                              | Premier                               | Nézettség   |
| ---- | --- | ------------------------------------------------------ | ----------------- | -------------------------------- | ------------------------------------- | ----------- |
| 1.   | 1.  | Bevezető rész (Pilot)                                  | Tim Matheson      | Matt Corman és Chris Ord         | 2010. július 13. 2012. március 5.     | 4,88 millió |
| 2.   | 2.  | Titkosszolgálatok egymás közt (Walter's Walk)          | Félix Alcalá      | Matt Corman és Chris Ord         | 2010. július 20. 2012. március 12.    | 5,21 millió |
| 3.   | 3.  | Szerelem (South Bound Suarez)                          | John Kretchmer    | James Parriott                   | 2010. július 27. 2012. március 19.    | 4,83 millió |
| 4.   | 4.  | Egy csendes vasárnap (No Quarter)                      | Allan Kroeker     | Stephen Hootstein                | 2010. augusztus 3. 2012. március 26.  | 5,30 millió |
| 5.   | 5.  | Mocskos titkok (In the Light)                          | Jonathan Glassner | Meredith Lavender és Marcie Ulin | 2010. augusztus 10. 2012. április 2.  | 5,17 millió |
| 6.   | 6.  | Árulás (Houses of the Holy)                            | Alex Chapple      | Dana Calvo                       | 2010. augusztus 17. 2012. április 16. | 5,36 millió |
| 7.   | 7.  | Kettős én (Communication Breakdown)                    | Kate Woods        | Matthew Lau                      | 2010. augusztus 24. 2012. április 23. | 5,87 millió |
| 8.   | 8.  | Titkos titkosügynök (What Is and What Should Never Be) | Rod Hardy         | Brett Conrad                     | 2010. augusztus 31. 2012. április 30. | 5,26 millió |
| 9.   | 9.  | Az amerikai álom (Fool in the Rain)                    | Vincent Misiano   | Stephen Hootstein                | 2010. szeptember 7. 2012. május 7.    | 5,40 millió |
| 10.  | 10. | Amerikaiak Londonban (I Can't Quit You Baby)           | Ken Girotti       | James Parriott                   | 2010. szeptember 14. 2012. május 14.  | 4,59 millió |
| 11.  | 11. | Vissza a kezdetekhez (When the Levee Breaks)           | Allan Kroeker     | Matt Corman és Chris Ord         | 2010. szeptember 14. 2012. május 21.  | 5,23 millió |

### 2. évad (2011)
| Sor. | Év. | Cím                                                         | Rendező            | Író                      | Premier                              | Nézettség   |
| ---- | --- | ----------------------------------------------------------- | ------------------ | ------------------------ | ------------------------------------ | ----------- |
| 12.  | 1.  | Vissza a normális kerékvágásba (Begin to Begin)             | Kate Woods         | Matt Corman és Chris Ord | 2011. június 7. 2013. január 8.      | 4,56 millió |
| 13.  | 2.  | A legromantikusabb város (Good Advices)                     | Ken Girotti        | Stephen Hootstein        | 2011. június 14. 2013. január 15.    | 3,92 millió |
| 14.  | 3.  | A jó pap is holtig tanul (Bang and Blame)                   | Allan Kroeker      | Erica Shelton            | 2011. június 21. 2013. január 22.    | 4,03 millió |
| 15.  | 4.  | Az argentin kapcsolat (All the Right Friends)               | Stephen Kay        | Norman Morrill           | 2011. június 28. 2013. január 29.    | 4,01 millió |
| 16.  | 5.  | Műholdlesen (Around the Sun)                                | Félix Alcalá       | Dana Calvo               | 2011. július 5. 2013. február 5.     | 4,81 millió |
| 17.  | 6.  | Mesél az erdő (The Outsiders)                               | Marc Roskin        | Julia Ruchman            | 2011. július 12. 2013. február 12.   | 4,30 millió |
| 18.  | 7.  | Bosszú hidegen tálalva (Half a World Away)                  | Félix Alcalá       | Julia Ruchman            | 2011. július 19. 2013. február 19.   | 4,55 millió |
| 19.  | 8.  | Ez nem a Greenpeace! (Welcome to the Occupation)            | John Fawcett       | Zak Schwartz             | 2011. július 26. 2013. február 26.   | 4,36 millió |
| 20.  | 9.  | Tű a szénakazalban (Sad Professor)                          | J. Miller Tobin    | Alex Berger              | 2011. augusztus 2. 2013. március 5.  | 4,61 millió |
| 21.  | 10. | Elárulva (World Leader Pretend)                             | Kate Woods         | Matt Corman és Chris Ord | 2011. augusztus 9. 2013. március 12. | 4,70 millió |
| 22.  | 11. | Spanyol konyha (The Wake-Up Bomb)                           | Stephen Kay        | Stephen Hootstein        | 2011. november 1. 2013. március 19.  | 2,70 millió |
| 23.  | 12. | A berlini kapcsolat (Uberlin)                               | Jonathan Glassner  | Erica Shelton            | 2011. november 8. 2013. március 26.  | 2,67 millió |
| 24.  | 13. | Mikor a szervezetek találkoznak (A Girl Like You)           | Stephen Kay        | Norman Morrill           | 2011. november 15. 2013. április 2.  | 2,26 millió |
| 25.  | 14. | Lólépés (Horse to Water)                                    | Rosemary Rodriguez | Alex Berger              | 2011. november 22. 2013. április 9.  | 2,29 millió |
| 26.  | 15. | Őfelsége eltitkolt ügynöke (What's the Frequency, Kenneth?) | Omar Madha         | Donald Joh               | 2011. november 29. 2013. április 16. | 3,22 millió |
| 27.  | 16. | Kettő ügynök (Letter Never Sent)                            | Allan Kroeker      | Matt Corman és Chris Ord | 2011. december 6. 2013. április 23.  | 3,20 millió |

### 3. évad (2012)
| Sor. | Év. | Cím                                              | Rendező            | Író                      | Premier                                | Nézettség   |
| ---- | --- | ------------------------------------------------ | ------------------ | ------------------------ | -------------------------------------- | ----------- |
| 28.  | 1.  | Tarts ki! (Hang on to Yourself)                  | Allan Kroeker      | Matt Corman és Chris Ord | 2012. július 10. 2014. szeptember 29.  | 3,50 millió |
| 29.  | 2.  | Kép és hang (Sound and Vision)                   | Stephen Kay        | Stephen Hootstein        | 2012. július 17. 2014. szeptember 30.  | 3,22 millió |
| 30.  | 3.  | Ne ess pánikba! (The Last Thing You Should Do)   | Félix Alcalá       | Norman Morrill           | 2012. július 24. 2014. október 1.      | 3,74 millió |
| 31.  | 4.  | Hazai pályán (Speed of Life)                     | Michael Smith      | Erica Shelton            | 2012. július 31. 2014. október 2.      | 2,58 millió |
| 32.  | 5.  | Ez itt nem Amerika (This Is Not America)         | Allan Kroeker      | Julia Ruchman            | 2012. augusztus 14. 2014. október 3.   | 3,25 millió |
| 33.  | 6.  | Rokonlelkek (Hello Stranger)                     | Elodie Keene       | Steve Harper             | 2012. augusztus 21. 2014. október 6.   | 3,51 millió |
| 34.  | 7.  | Idegenbe(n) szeretni (Loving the Alien)          | J. Miller Tobin    | Alex Berger              | 2012. augusztus 28. 2014. október 7.   | 3,23 millió |
| 35.  | 8.  | Leánykérés (Glass Spider)                        | Stephen Kay        | Zak Schwartz             | 2012. szeptember 4. 2014. október 8.   | 3,44 millió |
| 36.  | 9.  | Az igazság odaát van (Suffragette City)          | Félix Alcalá       | Tamara Becher            | 2012. szeptember 11. 2014. október 9.  | 3,94 millió |
| 37.  | 10. | Oroszországból szeretettel (Let's Dance)         | Andrew Bernstein   | Matt Corman és Chris Ord | 2012. szeptember 18. 2014. október 10. | 3,47 millió |
| 38.  | 11. | Szökési kísérlet 1, 2, 3 (Rock 'n' Roll Suicide) | Stephen Kay        | Stephen Hootstein        | 2012. október 16. 2014. október 13.    | 2,76 millió |
| 39.  | 12. | Az Eyal-hatás (Wishful Beginnings)               | Tawnia McKiernan   | Julia Ruchman            | 2012. október 23. 2014. október 14.    | 2,75 millió |
| 40.  | 13. | Villámhárító (Man in the Middle)                 | Christopher Gorham | Alex Berger              | 2012. október 30. 2014. október 15.    | 2,35 millió |
| 41.  | 14. | Szakítás (Scary Monsters (and Super Creeps))     | Emile Levisetti    | Tamara Becher            | 2012. november 6. 2014. október 16.    | 2,28 millió |
| 42.  | 15. | Emlékszel Zürichre? (Quicksand)                  | Jamie Barber       | Zak Schwartz             | 2012. november 13. 2014. október 17.   | 2,45 millió |
| 43.  | 16. | Fordulópont (Lady Stardust)                      | Renny Harlin       | Matt Corman és Chris Ord | 2012. november 20. 2014. október 20.   | 2,47 millió |

### 4. évad (2013)
| Sor. | Év. | Cím                                              | Rendező            | Író                                                            | Premier                                | Nézettség   |
| ---- | --- | ------------------------------------------------ | ------------------ | -------------------------------------------------------------- | -------------------------------------- | ----------- |
| 44.  | 1.  | Vamos (Vamos)                                    | Stephen Kay        | Matt Corman és Chris Ord                                       | 2013. július 16. 2014. november 26.    | 2,39 millió |
| 45.  | 2.  | A tégla (Dig For Fire)                           | Félix Alcalá       | Stephen Hootstein                                              | 2013. július 23. 2014. november 27.    | 2,67 millió |
| 46.  | 3.  | Hajtóvadászat (Into the White)                   | Stephen Kay        | Julia Ruchman                                                  | 2013. július 30. 2014. november 28.    | 2,29 millió |
| 47.  | 4.  | Kísért a múlt (Rock A My Soul)                   | Félix Alcalá       | Thania St. John                                                | 2013. augusztus 6. 2014. december 1.   | 2,66 millió |
| 48.  | 5.  | Bécsi keringő (Here Comes Your Man)              | Sylvain White      | Hank Chilton                                                   | 2013. augusztus 13. 2014. december 2.  | 2,22 millió |
| 49.  | 6.  | Sarokba szorítva (Space (I Believe In))          | Nick Copus         | Zak Schwartz                                                   | 2013. augusztus 20. 2014. december 3.  | 2,46 millió |
| 50.  | 7.  | Római vakáció (Crackity Jones)                   | Emile Levisetti    | Tamara Becher-Wilkinson                                        | 2013. augusztus 27. 2014. december 4.  | 2,36 millió |
| 51.  | 8.  | A vihar előtti csend (I've Been Waiting for You) | J. Miller Tobin    | Julia Ruchman                                                  | 2013. szeptember 3. 2014. december 5.  | 2,64 millió |
| 52.  | 9.  | Végjáték (Hang Wire)                             | Jamie Barber       | Stephen Hootstein                                              | 2013. szeptember 10. 2014. december 8. | 2,20 millió |
| 53.  | 10. | A többi néma csend (Levitate Me)                 | Félix Alcalá       | Matt Corman és Chris Ord                                       | 2013. szeptember 17. 2014. december 9. | 3,03 millió |
| 54.  | 11. | Forró nyomon (Dead)                              | Christine Moore    | Thania St. John                                                | 2013. október 17. 2014. december 10.   | 2,05 millió |
| 55.  | 12. | A szörnyeteg (Something Against You)             | Larysa Kondracki   | Steve Harper                                                   | 2013. október 24. 2014. december 11.   | 1,69 millió |
| 56.  | 13. | Kövesd a pénz útját! (No. 13 Baby)               | Roger Kumble       | Hank Chilton                                                   | 2013. október 31. 2014. december 12.   | 1,87 millió |
| 57.  | 14. | Eufrátesz (River Euphrates)                      | Christopher Gorham | Stephen Hootstein és Julia Ruchman                             | 2013. november 7. 2014. december 15.   | 1,63 millió |
| 58.  | 15. | Csapdában (There Goes My Gun)                    | Stephen Kay        | Tamara Becher-Wilkinson és Zak Schwartz                        | 2013. november 14. 2014. december 16.  | 1,75 millió |
| 59.  | 16. | Túszjátszma (Trompe Le Monde)                    | Stephen Kay        | Történet: Matt Corman és Chris Ord Tévéjáték: Lynn Renee Maxcy | 2013. november 21. 2014. december 17.  | 2,34 millió |

### 5. évad (2014)
| Sor. | Év. | Cím                                                              | Rendező            | Író                      | Premier                              | Nézettség   |
| ---- | --- | ---------------------------------------------------------------- | ------------------ | ------------------------ | ------------------------------------ | ----------- |
| 60.  | 1.  | Tilosban járni (Shady Lane)                                      | Félix Alcalá       | Matt Corman és Chris Ord | 2014. június 24. 2016. április 21.   | 1,88 millió |
| 61.  | 2.  | Álnok skorpió (False Skorpion)                                   | Stephen Kay        | Stephen Hootstein        | 2014. július 1. 2016. április 22.    | 1,72 millió |
| 62.  | 3.  | Láthatatlan erők munkálkodnak (Unseen Power of the Picket Fence) | Stephen Kay        | Tamara Becher-Wilkinson  | 2014. július 8. 2016. április 25.    | 1,44 millió |
| 63.  | 4.  | Hangtompító (Silence Kit)                                        | Félix Alcalá       | Zak Schwartz             | 2014. július 15. 2016. április 26.   | 1,52 millió |
| 64.  | 5.  | Egy amerikai Párizsban (Elevate Later Me)                        | Jamie Barber       | Karen Campbell           | 2014. július 22. 2016. április 27.   | 1,70 millió |
| 65.  | 6.  | Két amerikai Párizsban (Embassy Row)                             | Jamie Barber       | Henry Alonso Myers       | 2014. július 29. 2016. április 28.   | 1,66 millió |
| 66.  | 7.  | Az Isten háta mögött (Brink of the Clouds)                       | Félix Alcalá       | Hayley Tyler             | 2014. augusztus 5. 2016. április 29. | 1,64 millió |
| 67.  | 8.  | Kispad (Grounded)                                                | Larysa Kondracki   | Hank Chilton             | 2014. augusztus 12. 2016. május 2.   | 1,62 millió |
| 68.  | 9.  | Ismeretlen alakok (Spit on a Stranger)                           | Emile Levisetti    | Joseph Sousa             | 2014. augusztus 19. 2016. május 3.   | 1,63 millió |
| 69.  | 10. | Szökésben (Sensitive Euro Man)                                   | Larysa Kondracki   | Tamara Becher-Wilkinson  | 2014. augusztus 26. 2016. május 4.   | 1,79 millió |
| 70.  | 11. | Alkuk (Trigger Cut)                                              | Stephen Kay        | Stephen Hootstein        | 2014. november 6. 2016. május 5.     | 1,22 millió |
| 71.  | 12. | Mind egy szálig (Starlings of the Slipstream)                    | Christopher Gorham | Karen Campbell           | 2014. november 13. 2016. május 6.    | 1,13 millió |
| 72.  | 13. | Emberrablás (She Believes)                                       | Christine Moore    | Hayley Tyler             | 2014. november 20. 2016. május 9.    | 1,35 millió |
| 73.  | 14. | Az utolsó láncszem (Transport is Arranged)                       | Emile Levisetti    | Henry Alonso Myers       | 2014. december 4. 2016. május 10.    | 1,38 millió |
| 74.  | 15. | A nagy szökés (Frontwards)                                       | Stephen Kay        | Stephen Hootstein        | 2014. december 11. 2016. május 11.   | 1,31 millió |
| 75.  | 16. | Fogócska (Gold Soundz)                                           | Stephen Kay        | Matt Corman és Chris Ord | 2014. december 18. 2016. május 12.   | 1,59 millió |